# Никола Єркан
Никола Єркан (хорв. Nikola Jerkan, нар. 8 грудня 1964, Спліт) — хорватський футболіст, що грав на позиції захисника, зокрема, за іспанський «Реал Ов'єдо», а також національну збірну Хорватії.

## Клубна кар'єра
У дорослому футболі дебютував 1981 року виступами за команду «Загреб», у якій провів два сезони. 
Згодом з 1983 по 1990 рік грав у складі команд «Цибалія» та «Хайдук» (Спліт).
Своєю грою за останню команду привернув увагу представників тренерського штабу клубу «Реал Ов'єдо», до складу якого приєднався 1990 року. Відіграв за клуб з Ов'єдо наступні шість сезонів своєї ігрової кар'єри. Більшість часу, проведеного у складі «Реала Ов'єдо», був основним гравцем захисту команди.
Протягом 1996—1999 років захищав кольори клубів «Ноттінгем Форест», «Рапід» (Відень) та «Ноттінгем Форест».
Завершив ігрову кар'єру у команді «Шарлеруа», за яку виступав протягом 1999—2000 років.

## Виступи за збірну
У 1992 році дебютував в офіційних матчах у складі національної збірної Хорватії.
У складі збірної був учасником чемпіонату Європи 1996 року в Англії.
Загалом протягом кар'єри в національній команді, яка тривала 6 років, провів у її формі 31 матч, забивши 1 гол.